# أبجر السابع
أبجر السابع كان ملكًا عربيًّا على الأوسروين (الرها) من 109-116 م. كان هدفه الأساسي هو البقاء مستقلًّا عن القوتين العظميين في المنطقة، الإمبراطورية الفرثية الفارسية والإمبراطورية الرومانية (الروم). ولتحقيق هذه الغاية، دعم الحملة العسكرية للإمبراطور الروماني تراجان في بلاد الرافدين العليا ضد أراضي الملك الفرثي أوسرويس الأول [الإنجليزية] في 114-116 م، مما أنهى عصر الحياد الرهاوي تجاه الإمبراطورية الرومانية. ومع ذلك، في 116 م، دعم أبجر أيضًا الثورة الفرثية ضد تراجان. استجاب الالقائد الروماني لوسيوس كوياتوس على الفور بالاستيلاء على الرها ونهبها. توفي أبجر السابع في هذا الوقت.
لا تتفق المصادر على ما حدث بعد وفاة أبجر السابع. يذكر وارويك بول أن هادريان عيّن بارثاماسباتس ملك فرثيا [الإنجليزية] ملكًا دمية للأراضي التي استولى عليها بما في ذلك مملكة أوسروين (الرها) في 117 م. ويُذكر أيضًا أن الرومان أعادوا السلالة الأبجرية في 123 م مع تولي معن السابع العرش. على النقيض من ذلك، أفاد دريجفرز وهيلي (1999) أنه كانت هناك فترة عامين بعد وفاة أبجر السابع حيث لم يكن لدى الرها ملك قبل إعادة الإمبراطور هادريان السلالة الأبجرية إلى الحكم في 118 م كمملكة تابعة وعميلة لروما.

## الاستشهادات
1. 1 2 3 4  Ball 2016، صفحة 98.
2. 1 2 3 4 5  Healey 2009، صفحة 14.
3. 1 2 3 4 5 6  Drijvers & Healey 1999، صفحة 36.